# 小行星1154
小行星1154（1154 Astronomia）是一颗围绕太阳公转的小行星。1927年2月8日，卡爾·威廉·萊茵姆特在海德堡发现了此天体。
該小行星以天文學命名。
这颗小行星的绝对星等为196.40005等。